# Олава
Олава (пољ. Oława) град је у Пољској у Војводству доњошлеском. По подацима из 2012. године број становника у месту је био 32 091.

## Становништво
| 2012.  |
| ------ |
| 32 091 |

## Партнерски градови
- Сигету Мармацјеј, Чешка Требова